# Johannesbachklamm

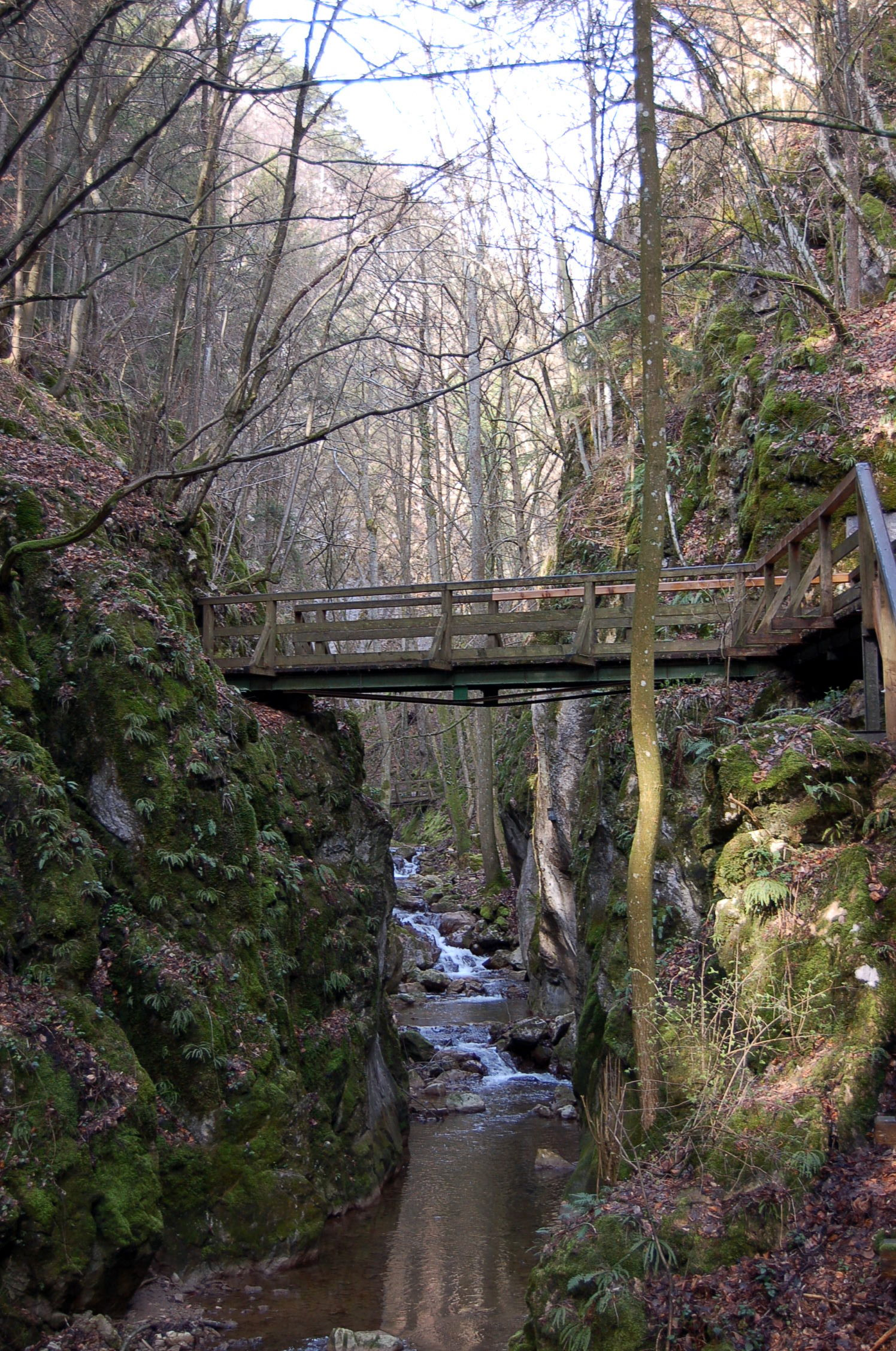
Johannesbachklamm

Die Johannesbachklamm befindet sich im südlichen Niederösterreich bei Würflach am westlichen Rand des Wiener Beckens. Sie liegt heute inmitten des Landschaftsschutzgebietes Johannisbachklamm.
Die Johannesbachklamm ist etwa einen Kilometer lang und bis zu 60 m tief in eine Zone aus Wettersteinkalk eingesenkt, welche die weicheren Werfener Schichten weiter westlich von den im Osten gelegenen Schotterflächen des Steinfeldes trennt.
In der Klamm befinden sich zwei Höhlen: die Johannesbachklammhöhle (Höhlenkataster 1861/7) und die Klammwirthöhle (1861/61).

## Geschichte und Erschließung

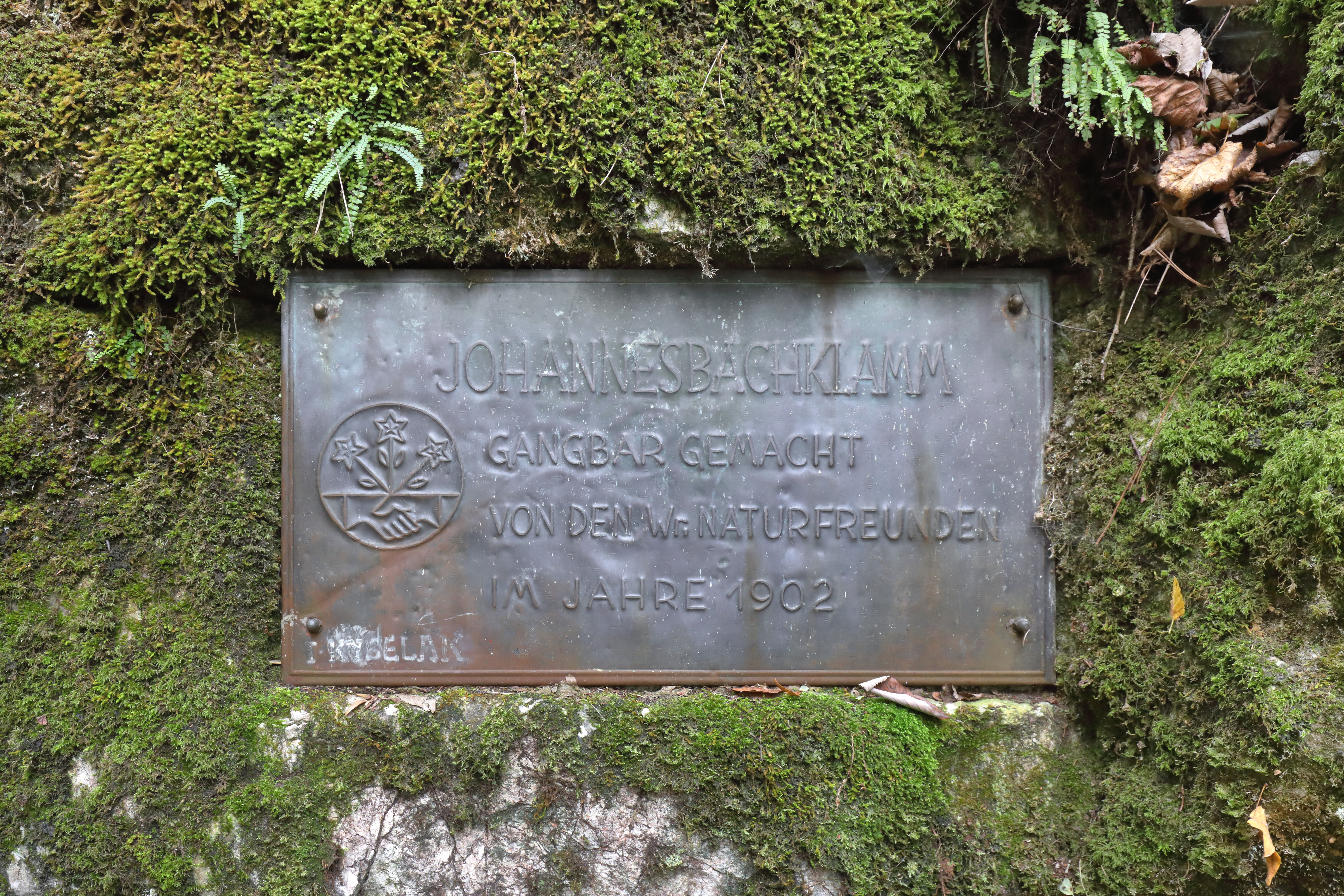
Gedenktafel in der Klamm in Erinnerung an die Begehbarmachung

Bereits in der zweiten Hälfte des 19. Jahrhunderts wurde der Weg entlang der Warmen Fischa und des Johannesbachs von Bergleuten benutzt, um von Würflach aus das – heute aufgelassene – Steinkohlenbergwerk in Grünbach am Schneeberg zu erreichen. Erst im beginnenden 20. Jahrhundert wurde die Klamm durch eine von den Naturfreunden errichtete Steiganlage erschlossen. Der am 3. August 1902 eröffnete Steig überquert den tief eingeschnittenen Lauf des Johannesbachs insgesamt sechsmal auf Brücken. Aufgrund von Zerstörungen durch Unwetter und Hochwasser musste die Steiganlage wiederholt erneuert werden. 1926 wurde am Ausgang der Klamm eine Staumauer errichtet und der Lauf des Johannesbaches durch das Ortsgebiet von Würflach reguliert.
Die Johannesbachklamm ist heute ein beliebtes Ausflugsziel für Wanderer aller Altersgruppen. 
In der Vorweihnachtszeit findet jedes Jahr ein Adventmarkt direkt in der Klamm in freier Natur statt.